# Raúl Toro Basáez
Raúl Benito Toro Basáez (n. Santiago, Chile, 19 de julio de 1965) es un exfutbolista que jugaba de delantero y actualmente entrenador de fútbol.

## Trayectoria

### Como jugador
Surgido de las divisiones inferiores de Universidad de Chile, Raúl Toro destacó como delantero en distintos clubes del fútbol chileno, sumó participaciones precisamente con las camisetas de Unión Española y Santiago Morning a mediados y finales de la década de los 80'. Producto del descenso conseguido con Universidad de Chile en 1988, el jugador emigra al año siguiente a El Salvador siendo esta su etapa más prolífica, primero firma contrato con el Alianza F.C., en 1990 se transforma en refuerzo del C.D. Luis Ángel Firpo, en 1991 vuelve a jugar en el Alianza F.C. en calidad de préstamo, en 1992 el C.D. Luis Ángel Firpo adquiere la totalidad del pase del jugador y se hace definitivamente de sus servicios, ya que hasta su retiro en el año 2000 donde jugó casi por una década para el plantel pampero, sin embargo en el año 2001 y a pedido de don Hernán Carrasco, entrenador que lo llevó a El Salvador, firma contrato con el C.D. Atlético Marte para tratar de safar del descenso, en el club sólo juega por dos meses, debido a su retiro anterior, estaba en malas condiciones físicas, por lo demás el club se encontraba en esos instantes sumido en una crisis económica complicada, acabó en el último puesto de la tabla acumulada, lo que determinó su descenso a la Segunda División.
El mediocampista chileno consiguió un título con Alianza F.C. y luego con C.D. Luis Ángel Firpo, llegó a ser ídolo máximo de la década de los '90, siendo figura y logrando campeonatos.

### Como entrenador
Como técnico volvió a estar, nuevamente en el club que le dio más satisfacciones, el C.D. Luis Ángel Firpo como segundo entrenador durante el 2011 y 2012, en el año siguiente es oficializado como DT del C.D. Marte Soyapango de la Segunda División.

### Despedida de El Salvador
En marzo del año 2014 Toro anunció que volvía a Chile definitivamente después de 25 años, por eso los exjugadores y los aficionados del Firpo primero, y después los del Alianza, realizaron partidos de despedida y homenajes.

## Clubes

### Como jugador
| Club                  | País        | Año       |
| --------------------- | ----------- | --------- |
| Universidad de Chile  | Chile       | 1984      |
| Unión Española        | Chile       | 1985      |
| Santiago Morning      | Chile       | 1986      |
| Deportes Arica        | Chile       | 1986      |
| Universidad de Chile  | Chile       | 1987-1988 |
| Deportes Arica        | Chile       | 1989      |
| Alianza F.C.          | El Salvador | 1989      |
| C.D. Luis Ángel Firpo | El Salvador | 1990      |
| Alianza F.C.          | El Salvador | 1991      |
| C.D. Luis Ángel Firpo | El Salvador | 1992-2000 |
| C.D. Atlético Marte   | El Salvador | 2001      |

### Como entrenador
| Club                 | País        | Año  |
| -------------------- | ----------- | ---- |
| C.D. Marte Soyapango | El Salvador | 2013 |

## Palmarés

### Campeonatos nacionales
| Título           | Club                  | País        | Año     |
| ---------------- | --------------------- | ----------- | ------- |
| Primera División | Alianza F.C.          | El Salvador | 1989-90 |
| Primera División | C.D. Luis Ángel Firpo | El Salvador | 1991-92 |
| Primera División | C.D. Luis Ángel Firpo | El Salvador | 1992-93 |
| Primera División | C.D. Luis Ángel Firpo | El Salvador | 1997-98 |
| Primera División | C.D. Luis Ángel Firpo | El Salvador | 1999-C  |
| Primera División | C.D. Luis Ángel Firpo | El Salvador | 2000-C  |